# Душан Христовић
Душан Христовић (Липолист, 9. децембар 1929 — Београд, 21. јануар 2023) био је српски инжењер и научник из области рачунарства и информатике.

## Биографија
Душан Христовић је рођен у Липолисту (општина Шабац) 9. децембра 1929. године у учитељској породици. Основну школу је завршио у Липолисту од 1937-1941, а Гимназију у Шапцу од 1941-1949, са одличним успехом. Дипломирао је на Електротехничком факултету у Београду, одсек телекомуникације, међу првим студентима из своје генерације, 10. јануара 1956. године. Специјализовао је Логичко пројектовање дигиталних рачунара у Лондону у фирми ICL (International Computers Limited), у трајању од једне године, 1964-1965. год.

## Радови и пројекти
Радио је као електроинжењер, истраживач и пројектант рачунара у следећим институтима:
1. Војнотехнички институт ВТИ, 1956/1957,
2. Институт за нуклеарне науке "Винча”, 1957/1963,
3. Институт Михајло Пупин, Београд, 1963/1994.

Радио је на развоју и изради значајних првих српских рачунара ЦЕР-10 у Винчи 1960. године и ЦЕР-22 у Институту Михајло Пупин - Београд 1968. године, као и на развоју хибридног рачунарског система ХРС-100 за Совјетску академију наука у Москви 1971. године. Такође је учествовао у развоју ТИМ микрорачунара и PC-мрежа у Институту Михајло Пупин 1983-1990. године.

## Публикације
Публиковао је преко 50 чланака у стручним часописима и на конференцијама у земљи и иностранству.
Објавио је као аутор/коаутор седам књига:
1. Електронски дигитални аутомати, издавач Рад, Београд 1963;
2. Импулсна електроника, издавач Техничка књига, Београд 1964;
3. Хибридни Систем ХРС-100, издавач ИПУ, Москва 1974 (на руском језику);
4. ЕТАН активности 1953/83, издавач ЈС-Етан, Београд 1984:
5. Како раде рачунари, Приручник и ЦД, издавач ВФЦ Застава, Београд 1987;
6. Рачунари ТИМ, издавач Научна књига, Београд 1990;
7. Хроника дигиталних деценија (50 год. Рачунарства у Србији), издавачи ДИС, ИМП и PC-press, Београд 2011.

## Чланства и функције
Био је члан Удружења инжењера електротехнике Србије УДИЕС, Друштва за информатику Србије ДИС од оснивања 1973 године. Био је генерални секретар Ј.С. за ЕТАН осам година, а председник Ј.С. за ЕТАН 1991-1993. године. Изабран је за почасног члана Друштва за ЕТРАН 2006. године. Био је члан Редакције часописа Електротехника 1981-1992. године; Члан Председништва СМЕИТЈ 1984-1988; Члан МИПРО-Ријека 1982-1990; Члан Научног одбора Конференције ЕТРАН 1987-1997; Члан IFIP ТК-10 у Женеви 1980-1990.

## Награде
Добитник је више награда, повеља и диплома, као нпр. Награде за најбољи чланак на Конференцији ЕТАН 1976, Опатија; Дипломе часописа ТЕХНИКА Београд 1982; Повеље заслужног члана СМЕИТЈ од 1988. године; Захвалнице ДИС - 2008 и ДИС - 2013 за изузетне заслуге за развој информатике у Србији; Дипломе ЕТРАН - 2006, итд.